# John Andretti
Pour les articles homonymes, voir Andretti.
Statistiques en NASCAR Cup Series
Dernière mise à jour : 26 mars 2017 
John Andrew Andretti est un pilote automobile américain né le 12 mars 1963 à Bethlehem en Pennsylvanie et mort le 30 janvier 2020 à Mooresville en Caroline du Nord.

## Biographie
John Andretti est le fils d'Aldo Andretti, frère jumeau de Mario Andretti, vainqueur des 500 miles d'Indianapolis en 1969 et Champion du monde de Formule 1 en 1978.
John Andretti a participé au championnat CART et à plusieurs des éditions des 500 miles d'Indianapolis entre 1988 et 1994. Sur la piste, il était ainsi régulièrement amené à croiser le fer avec son oncle Mario et avec ses cousins Jeff et Michael. 
À partir du milieu des années 1990, John Andretti a progressivement réorienté sa carrière vers la NASCAR (d'ailleurs, il est devenu en 1993 le premier pilote de l'histoire à enchaîner le même jour les 500 miles d'Indianapolis et Coca-Cola 600 de Charlotte). Malgré deux victoires en Winston Cup (le Pepsi 400 à Daytona en 1997 et le Goody's Body Pain 500 à Martinsville en 1999), sa carrière dans la discipline n'a jamais véritablement décollé et depuis la mi-2003, il n'a plus de volant régulier et doit se contenter d'apparitions épisodiques en Nextel Cup comme en Busch Series. 
En 2007, il effectue son retour à la monoplace à l'occasion des 500 miles d'Indianapolis.

## Maladie et mort
En avril 2017, Andretti révèle être atteint d’un cancer du côlon de stade IV.  
Il meurt le 30 janvier 2020 à Mooresville, en Caroline du Nord, à l'âge de 56 ans, onze mois avant le décès de son père. 

## Résultats

### Résultats aux 24 heures du Mans
| Année | Voiture      | Équipe     | Équipiers                         | Résultat |
| ----- | ------------ | ---------- | --------------------------------- | -------- |
| 1988  | Porsche 962C | Porsche AG | Mario Andretti / Michael Andretti | 6e       |

### 500 miles d'Indianapolis
John Andretti participe à douze éditions des 500 miles d'Indianapolis, obtenant son meilleur résultat en 1991 avec une cinquième place.
| Année | Châssis     | Moteur              | Départ | Arrivée | Équipe                           |
| ----- | ----------- | ------------------- | ------ | ------- | -------------------------------- |
| 1988  | Lola T88/00 | Ford Cosworth DFX   | 27     | 21      | Curb Racing                      |
| 1989  | Lola T88/00 | Buick               | 12     | 25      | Granatelli Racing                |
| 1990  | March 90P   | Porsche Motorsports | 10     | 21      | Porsche                          |
| 1991  | Lola T91/00 | Chevrolet 265A      | 7      | 5       | Hall/VDS Racing                  |
| 1992  | Lola T92/00 | Chevrolet 265A      | 14     | 8       | Hall/VDS Racing                  |
| 1993  | Lola T92/00 | Ford XB             | 24     | 10      | A.J. Foyt Enterprises            |
| 1994  | Lola T94/00 | Ford XB             | 10     | 10      | A.J. Foyt Enterprises            |
| 2007  | Dallara     | Honda               | 24     | 30      | Panther Racing                   |
| 2008  | Dallara     | Honda               | 21     | 16      | Roth Racing                      |
| 2009  | Dallara     | Honda               | 28     | 19      | Richard Petty/DRR                |
| 2010  | Dallara     | Honda               | 28     | 30      | Richard Petty/Andretti Autosport |
| 2011  | Dallara     | Honda               | 17     | 22      | Richard Petty/Andretti Autosport |